# Salix taipaiensis
Salix taipaiensis là một loài thực vật có hoa trong họ Liễu. Loài này được C.Y. Yu miêu tả khoa học đầu tiên năm 1980.